# Буданков, Олег Олегович
Олег Олегович Буданков (род. 1 ноября 1963) — советский и российский актёр, театральный режиссёр
, руководитель Малого драматического театра на Большой Серпуховской.
С 2013 года — руководитель театра «Мастерская Олега Буданкова».

## Биография
Олег Олегович Буданков родился 1 ноября 1963 года в Москве. Его родители были солистами Большого театра. Отец — Олег Артемьевич Буданков, солист оркестра. Мать — Дина Александровна Дян, солистка оперы.
Сентябрь 1980 — июнь 1984 гг. — студент Школы-студии (вуз) им. В. И. Немировича-Данченко при МХАТ СССР им. Горького (мастер курса И. М. Тарханов).
Август 1984 — апрель 1986 гг. — актёр Смоленского областного драматического театра.
1986—1987 гг. — срочная воинская служба, стал организатором детского театра в Центральной группе войск (ЦВГ) — советском воинском контингенте в Чехословакии.
Май 1988 — сентябрь 1989 гг. — режиссёр-педагог Студенческого театра МГУ. В нашумевших в годы перестройки спектаклях: Виктора Коркия «Я — бедный Сосо Джугашвили», Венедикта Ерофеева «Вальпургиева ночь или шаги Командора» являлся режиссёром-педагогом и играл главные роли.
Сентябрь 1989 — август 1994 гг. — актёр Театра-студии «Альбом».
Организатор театральных фестивалей в Москве: «Итальянцы в России», «От классики до модерна», «Открытый контакт», многих культурных и концертных мероприятий. Активно сотрудничает с городскими властями в борьбе за повышение культурного и духовного уровня в воспитании детей и молодёжи, является одним из основателей «Молодёжной Дельфийской Лиги» в Москве, занимающейся театральной и концертной деятельностью. Оказывал большую помощь в работе над целым рядом кинематографических проектов, которые впоследствии были успешно реализованы в прокате как в России, так и за рубежом.
Август 1994 — декабрь 1995 гг. — основатель и педагог ТОО «Центр актёрского мастерства» (частной актёрской школы).
Декабрь 1995 — июнь 1998 гг. — педагог-организатор Территориального управления «Замоскворечье» (с 29.12.1997 г. — районной Управы района Замоскворечье).
В 1997 г. основал Русский психологический театр (вместе с Александром Сеплярским). Дата открытия театра — 21 ноября 1997 г. Главный режиссёр театра, создатель Школы Русского психологического театра, нового направления в театральном образовании.
С 1997 года проводил Мастер классы по актёрскому мастерству в Германии и Италии.
С июля 1998 года — создал Муниципальный досуговый центр «Замоскворечье», стал его директором.
В 2002 году поставил спектакль «Я» по пьесе А. Сеплярского «Жизнь начинается».
В 2004 году поставил спектакль по пьесе А. Сеплярского «На втором этаже трое смотрят на солнце».
С 2004 года преподаёт в Ярославском государственном театральном институте и является мастером двух актёрских курсов.
В 2007 г. создал Малый драматический театр на Большой Серпуховской (Б. Серпуховская ул., 44).
В 2008 г. поставил спектакль по пьесе М. Горького «Мещане».
Женат. Дочь Валерия (1989), Агрипина (2000), Серафима (??).
Увлечения: автопутешествия, член клуба «4х4».

## Фильмография
- 1975: «Эта тревожная зима»
- 1985: «Батальоны просят огня»
- 1988: «Стукач»
- 1991: «Тёмные аллеи»
- 1992: «Воспитание жестокости у женщин и собак»

## Государственные награды
- Лауреат премии Ленинского комсомола (за роль Плужникова в спектакле «В списках не значился» Смоленского областного драматического театра)
- Медаль «В память 850-летия Москвы» (1997)